# 丹氏平腹蛛
丹氏平腹蛛（学名：Gnaphosa denisi）为平腹蛛科平腹蛛属的动物。在中国大陆，分布于山西、贵州、甘肃、青海、河南、四川等地，一般生活于草丛。该物种的模式产地在山西。

## 外部連結
- 維基物種上的相關：丹氏平腹蛛